# Igreja Evangélica da República do Níger
A Igreja Evangélica da República do Níger (IERN) - em francês Eglise évangélique de la République du Niger (EERN) - é uma denominação protestante no Níger. Sua origem se deu pelo trabalho da Missão Sudão Interior, que iniciou os trabalho no país em 1924. É a maior e mais antiga denominação protestante do pais.

## História
Em 1924, a  Missão Sudão Interior iniciou seu trabalho no Níger. Como resultado, várias igrejas foram fundadas em todo o país.
Em 1961, as igrejas resultantes da missão se uniram e constituíram a Igreja Evangélica da República do Níger.
Em 1991, um grupo de igrejas se separou e constituiu uma nova denominação, chamada União das Igrejas Protestantes e Evangélicas do Níger.
A partir da década de 1990, a igreja relatou sofrer perseguição religiosa por diversos meios. Em 1998, uma igreja em Maradi foi invadida por manifestantes islâmicos. Em 2015, o Massacre do Charlie Hebdo repercutiu no Níger e várias igrejas formam queimadas. No evento, a IERN perdeu 5 igrejas, 2 casas pastorais e 6 membros foram mortos por manifestantes. Em 2017, a filha de um pastor da denominação foi sequestrada por membros do Boko Haram.
Em 2019, a denominação tinha cerca de 12.000 membros, sendo a maior e mais antiga denominação protestante do pais. Seu presidente é Reverendo Saley Anaroua.

## Doutrina
A denominação subscreve o Credo dos Apóstolos e permite a ordenação de mulheres.

## Relações Intereclesiásticas
A IERN é membro da Comunhão Mundial das Igrejas Reformadas. Além disso, a denominação possui relacionamento com a Igreja Reformada na América.